# Frei Martinho
Frei Martinho là một đô thị thuộc bang Paraíba, Brasil. Đô thị này có diện tích 244,315 km², dân số năm 2007 là 3100 người, mật độ 12,7 người/km².